# Plaza de San Nicolás (Segovia)
La plaza de San Nicolás es un espacio público de la ciudad española de Segovia.

## Descripción
La plaza debe su título a la iglesia del mismo nombre, cuyo origen se remontaría al siglo XII. Se encuentra entre la calle de San Quirce —que justo en ese punto se une a la de San Nicolás— y el paseo del Obispo. Aparece descrita en Las calles de Segovia (1918) de Mariano Sáez y Romero con las siguientes palabras:

San Millán (Plazuela de).—Se halla comprendida entre la calle de San Quirce y las frondosas alamedas que bajan al Paseo del Obispo. La iglesia de San Nicolás que le da nombre, es antigua, de estilo románico puro, de las que tanto ornaban el pueblo segoviano y edificaron la piedad de sus fieles por los siglos XI al XIII de nuestra Era. [...] Se destaca en esta planicie la casa que fué Audiencia provincial, de aspecto señorial y gran amplitud, y que se supone fué del célebre procurador de Tordesillas, víctima de las revueltas cuando las Comunidades, en el primer tecio del siglo XVI. En esta plazuela se halla el Corralillo llamado de San Nicolás, recinto cerrado con varias casitas dedicadas a viviendas de gente jornalera y humilde.
(Sáez y Romero, 1918, p. 169)